# Bob Siebenberg
Robert Layne Siebenberg, conosciuto anche come Bob C. Benberg, detto Bob (Glendale, 31 ottobre 1949), è un musicista statunitense, conosciuto per essere stato un membro della band progressive rock britannica Supertramp, come batterista.
Era l'unico statunitense nella formazione dei Supertramp.
Lo pseudonimo Bob C. Benberg deriva da un errore di trascrizione sul suo permesso di lavoro quando arrivò a Londra per la prima volta.
Il figlio Jesse si unì ai Supertramp nel periodo della pubblicazione dell'album live It Was The Best of Times.
Siebenberg ha pubblicato un album da solista nel 1985 intitolato Giants in Our Own Room (accreditato a "Siebenberg"), in cui canta nella metà dei brani, oltre che a suonare le tastiere e la batteria. In questo disco partecipano anche Scott Gorham dei Thin Lizzy (Gorham è il cognato di Siebenberg), Steve Farris dei Mr. Mister, il batterista dei Procol Harum B. J. Wilson, Kerry Hatch degli Oingo Boingo e il compagno di band John Helliwell. Un vecchio amico, Derek Beauchemin, si unì per co-scrivere i brani e suonare le tastiere.
Prima di unirsi ai Supertramp, Siebenberg era membro della band pub rock Bees Make Honey e dei RHS, un gruppo statunitense.
Siebenberg è stato anche in un gruppo chiamato Heads Up, che ha pubblicato nel 1989 un album intitolato The Long Shot. A Siebenberg si unirono Gorham, il suo partner compositivo Dennis O'Donnell, Mark Hart, Brad Cole, John Helliwell, Marty Walsh e nuovamente Scott Gorham alla chitarra.
Nel 2015 ha pubblicato il suo terzo album solista, intitolato Glendale River.